# Mediumskennzeichnung
Beim industriellen Kennzeichnen unterscheidet man grundsätzlich zwischen Mediumskennzeichnung und Direktkennzeichnung. Bei der Mediumskennzeichnung findet ein Trägermedium Verwendung, das zunächst beschriftet und dann am zu kennzeichnenden Gegenstand angebracht wird. Bei der Direktkennzeichnung hingegen wird die Markierung ohne Zwischenmedium direkt auf Maschinen, Komponenten und andere zu kennzeichnende Gegenstände aufgebracht.

## Trägermaterialien (Schildmaterialien)
Als Trägermaterialien für die Mediumskennzeichnung, häufig auch als Schildmaterialien bezeichnet, kommen zumeist Folien, Mehrschichtmaterialien, Metalle und Kunststoffe zum Einsatz.

## Herstellungsverfahren
Bei den einzelnen Herstellungsverfahren für industriell eingesetzte Kennzeichen lassen sich jeweils folgende Beschränkungen hinsichtlich der Verwendung und Bearbeitung von unterschiedlichen Schildmaterialien konstatieren:
| Herstellungsverfahren                | Bedruckbare Materialien                                                                  | Möglichkeit des Farbdrucks                                   |
| ------------------------------------ | ---------------------------------------------------------------------------------------- | ------------------------------------------------------------ |
| CO2-Laser (Kohlendioxidlaser)        | Kunststoffe – Folien – starre Kunststoffe – Elastomere Beschichtete Metalle              | nein ja (eingeschränkt; zumeist nur eine definierte Farbe)   |
| Eloxal-Unterdruck (Eloxal-Verfahren) | Offenporig eloxiertes Aluminium                                                          | nein                                                         |
| Faser-Laser                          | Metalle (nur Edelstahl, Eisen und Titan können durch Anlassen mit Farbe bedruckt werden) | nein                                                         |
| Kristall-Laser (Festkörperlaser)     | Metalle Kunststoffe – Folien – starre Kunststoffe – Elastomere                           | nein nein                                                    |
| Mechanische Gravur                   | Metalle Kunststoffe – Folien – starre Kunststoffe                                        | nein nein                                                    |
| Nadelmarkierer                       | Metalle Kunststoffe – Folien – starre Kunststoffe                                        | nein nein                                                    |
| PrintoLUX-Verfahren                  | Metalle Kunststoffe – Folien – starre Kunststoffe – bestimmte Elastomere                 | ja ja nein                                                   |
| Ritzmarkierer                        | Metalle Kunststoffe – Folien – starre Kunststoffe                                        | nein nein                                                    |
| Siebdruck                            | Metalle Kunststoffe – Folien – starre Kunststoffe – Elastomere                           | ja ja                                                        |
| Solvent-Druck                        | Metalle Kunststoffe – Folien – starre Kunststoffe – Elastomere                           | ja ja                                                        |
| Stift-Plotter                        | Kunststoffe – Folien – starre Kunststoffe – Elastomere                                   | ja ja                                                        |
| Plotter                              | Folien                                                                                   | nein                                                         |
| Thermotransferdruck                  | Folienetiketten Spezialpapier, Karton                                                    | ja (eingeschränkt; nur eine Farbe und schwarzer Aufdruck) ja |
| Thermodruck                          | Spezialpapier                                                                            | ja (maximal zwei Farben)                                     |
| UV-Direktdruck                       | Metalle Kunststoffe – Folien – starre Kunststoffe – Elastomere                           | ja ja                                                        |